# Paweł Abbott
Paweł Abbott, né le 5 mai 1982 à York en Angleterre, est un ancien footballeur professionnel anglo-polonais. Il joue au poste d'attaquant.

## Palmarès
- Vainqueur de la Coupe de Pologne : 2014
- Vainqueur du Championnat de Pologne de football D2 : 2012-2013